# Борчаниново
Борчаниново — село в Шадринском районе Курганской области России. Административный центр и единственный населенный пункт  Борчаниновского сельсовета.

## История
До 1917 года в составе Водениковской волости Шадринского уезда Пермской губернии. По данным на 1926 год состояло из 269 хозяйств. В административном отношении являлось центром Борчаниновского сельсовета Ольховского района Шадринского округа Уральской области.

## Население
| 1989 | 2002 | 2010 | 2012 | 2013 | 2014 | 2015 |
| ---- | ---- | ---- | ---- | ---- | ---- | ---- |
| 484  | ↘403 | ↘255 | ↘249 | ↘237 | ↘236 | ↘231 |
| 2016 | 2017 | 2017 | 2018 | 2019 | 2020 |      |
| ↘228 | ↘212 | ↗220 | ↘209 | ↘202 | →202 |      |

По данным переписи 1926 года в селе проживало 1242 человека (563 мужчины и 679 женщин), в том числе: русские составляли 100 % населения.
Согласно результатам Всероссийской переписи населения 2002 года, в национальной структуре населения русские составляли 95 %.